# Oberhausen (Petershausen)

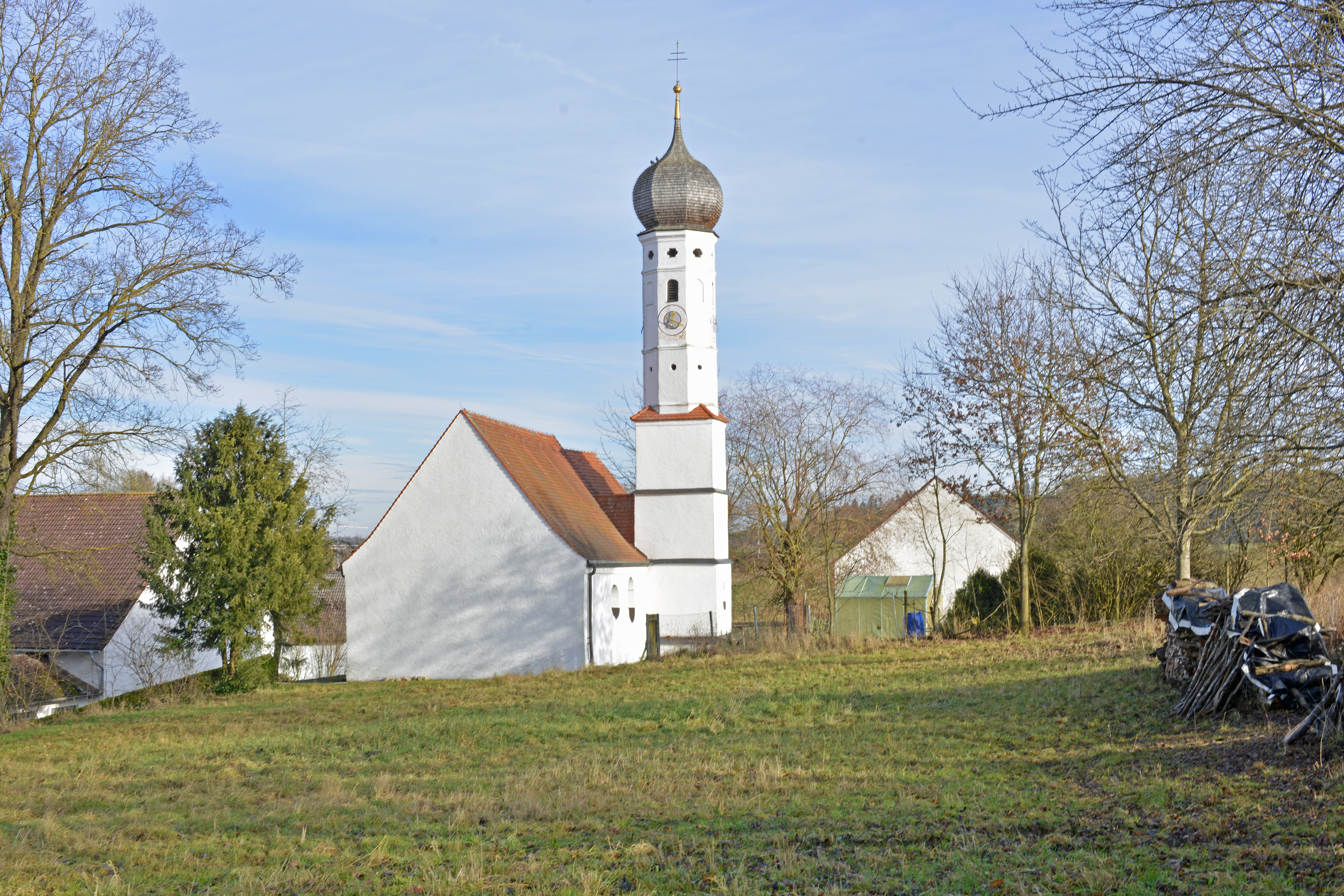
Filialkirche St. Stephan

Oberhausen ist Gemeindeteil der Gemeinde Petershausen im oberbayerischen Landkreis Dachau.

## Geografie
Das Dorf Oberhausen ist der nördlichste Gemeindeteil von Petershausen, an der Grenze zwischen den Landkreisen Dachau und Pfaffenhofen an der Ilm. Oberhausen liegt am rechten Unterhang des Ilmtales. Östlich liegen der Mühlberg und das Laushamer Holz, südwestlich das Petershauser Holz. Nordwestlich liegt Steinkirchen und nördlich Pischelsdorf. Bis Petershausen nach Süden sind es ca. 3,6 km.

## Geschichte
Die Ortschaft Oberhausen wurde im Jahre 1037 als „Rutpreht de Operanhusen“ erstmals urkundlich erwähnt. In Urkunden der Grafen von Ebersberg taucht Oberhausen um das Jahr 1000 auf. Die Kirche St. Stefan in Oberhausen gehört heute zur Pfarrei Steinkirchen (Landkreis Pfaffenhofen). In der Konradinischen Matrikel von 1315 wird sie als Filiale der Pfarrei Haunstetten ("Hausstetn cum Obernhausen") beschrieben. In der Barockzeit wurde noch der Heilige Georg als Kirchenpatron verehrt.
In der tabellarischen Beschreibung des Bisthums Freysing nach Ordnung der Decanate von 1820 wird St. Stephan und St. Georg Oberhausen als Filialkirche der Pfarrei Pischelsdorf genannt. Dort lebten 41 Gläubige in 7 Häusern.

## Baudenkmäler
- Kath. Filialkirche St. Stephan der Pfarrei Steinkirchen[5]

## Wirtschaft
Im Ort gibt es landwirtschaftliche Betriebe und ein Sägewerk mit Holzhandlung.

## Galerie

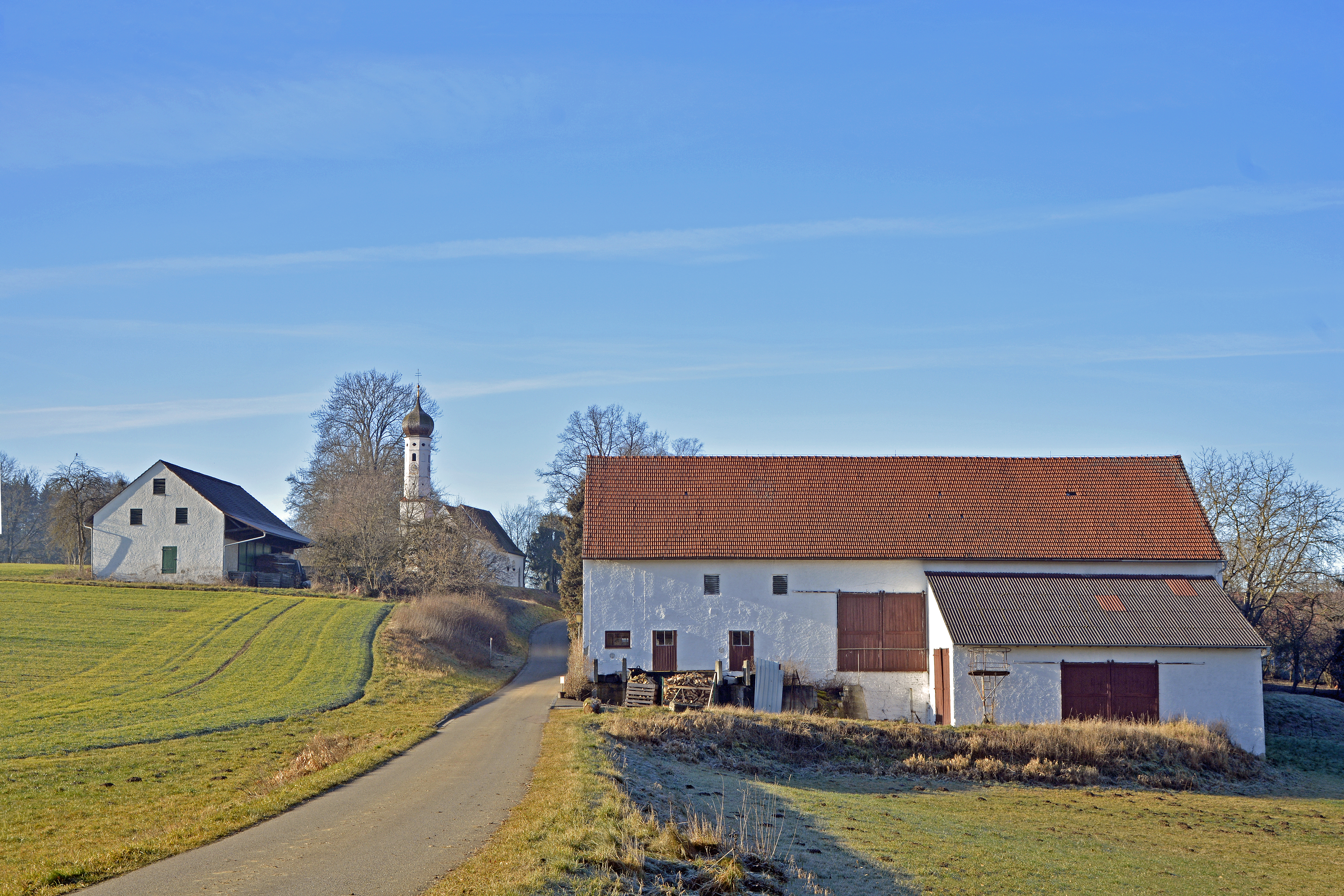
Oberhausen (Petershausen) – Ansicht von Osten
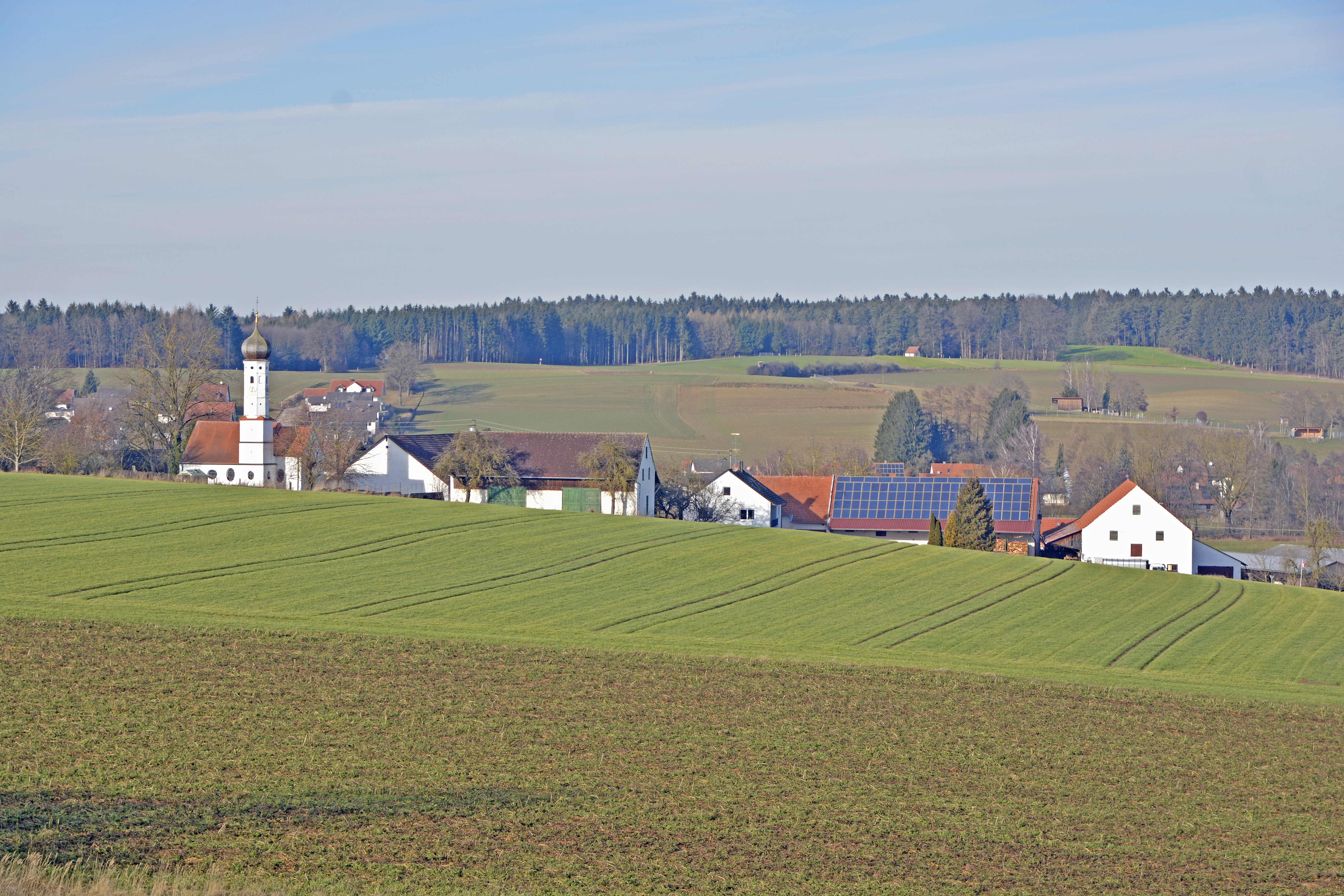
Oberhausen (Petershausen) – Ansicht von Süden
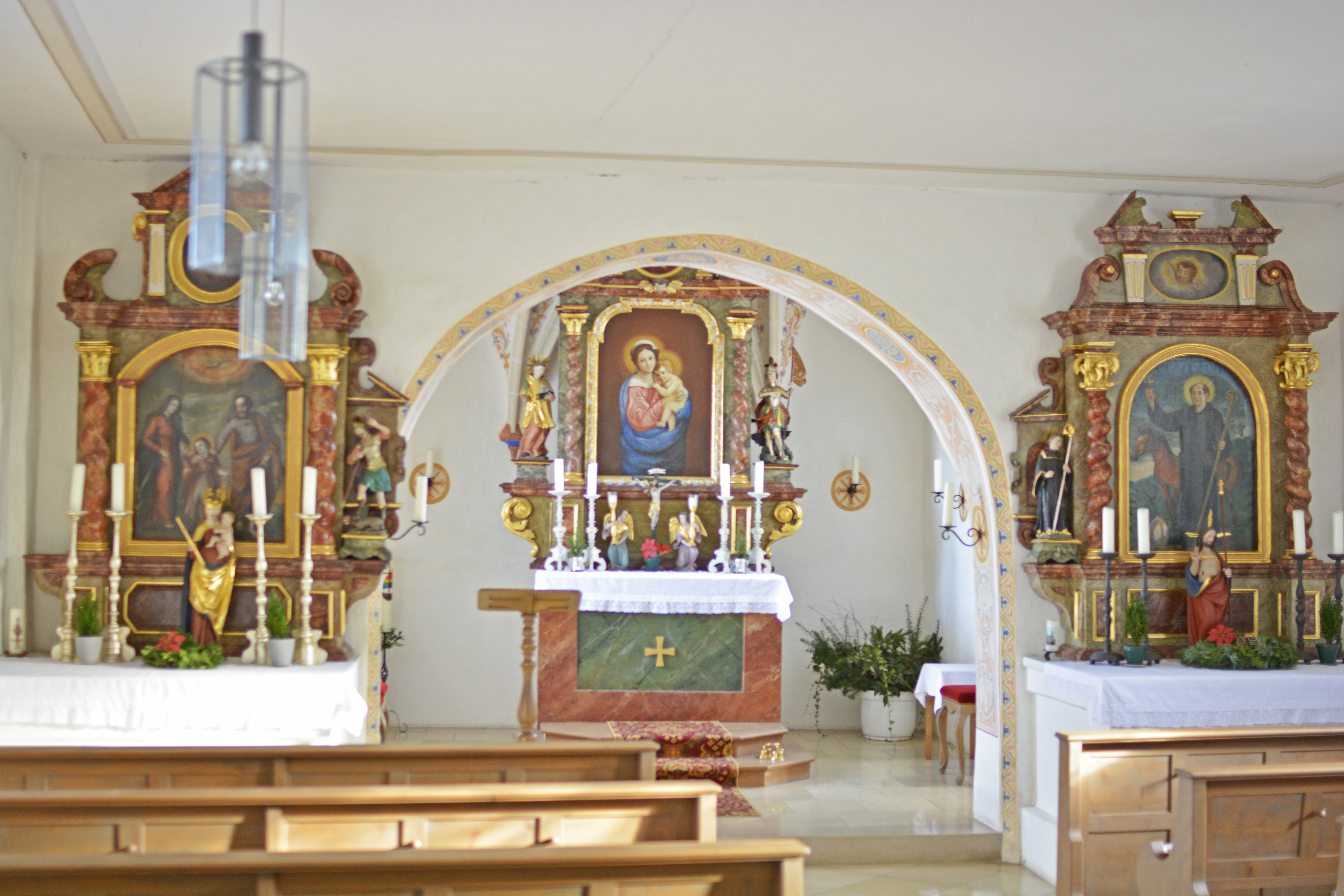
Filialkirche St. Stephan – Altarraum
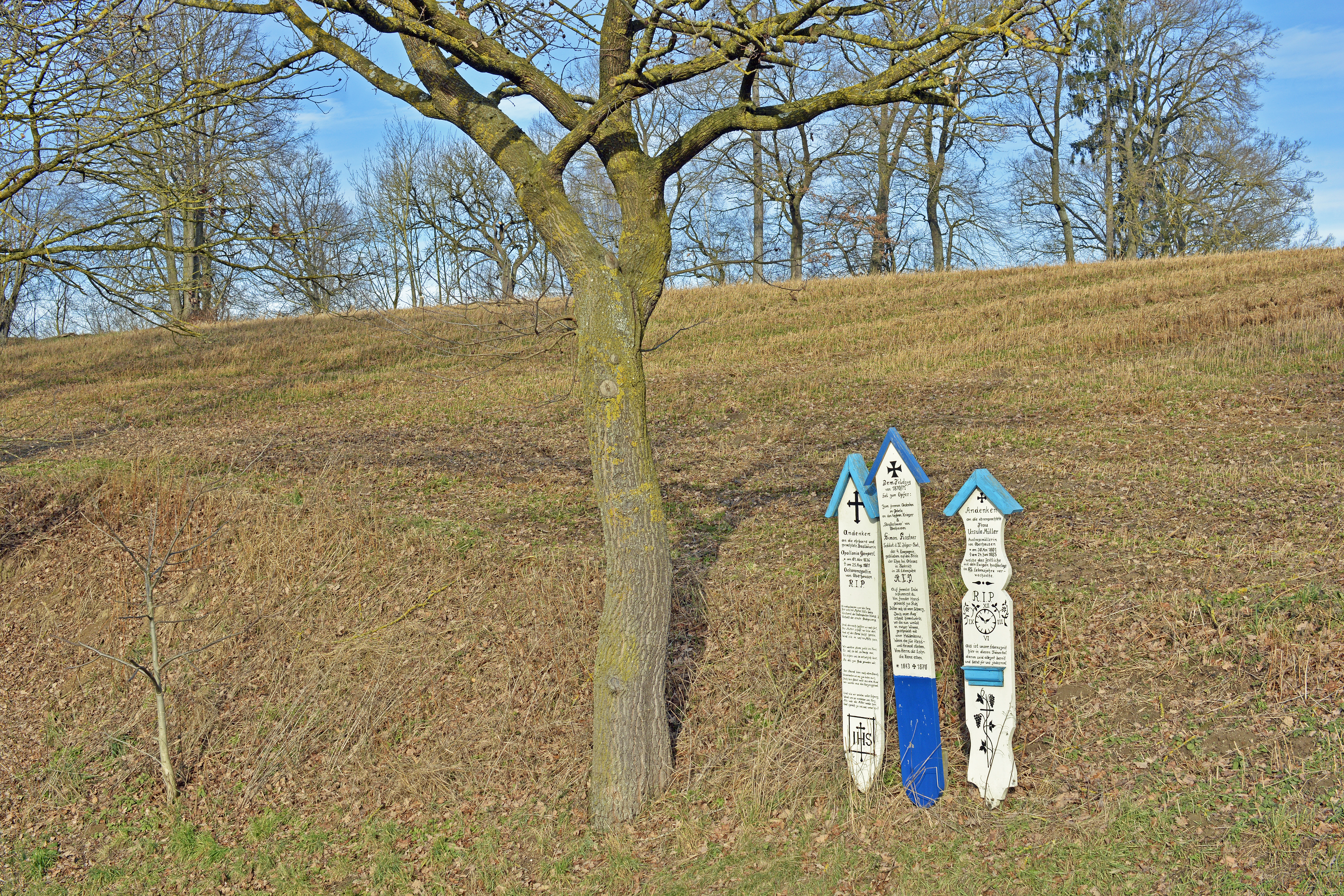
Feldgedenkstelen aus Holz